# I Meridiani

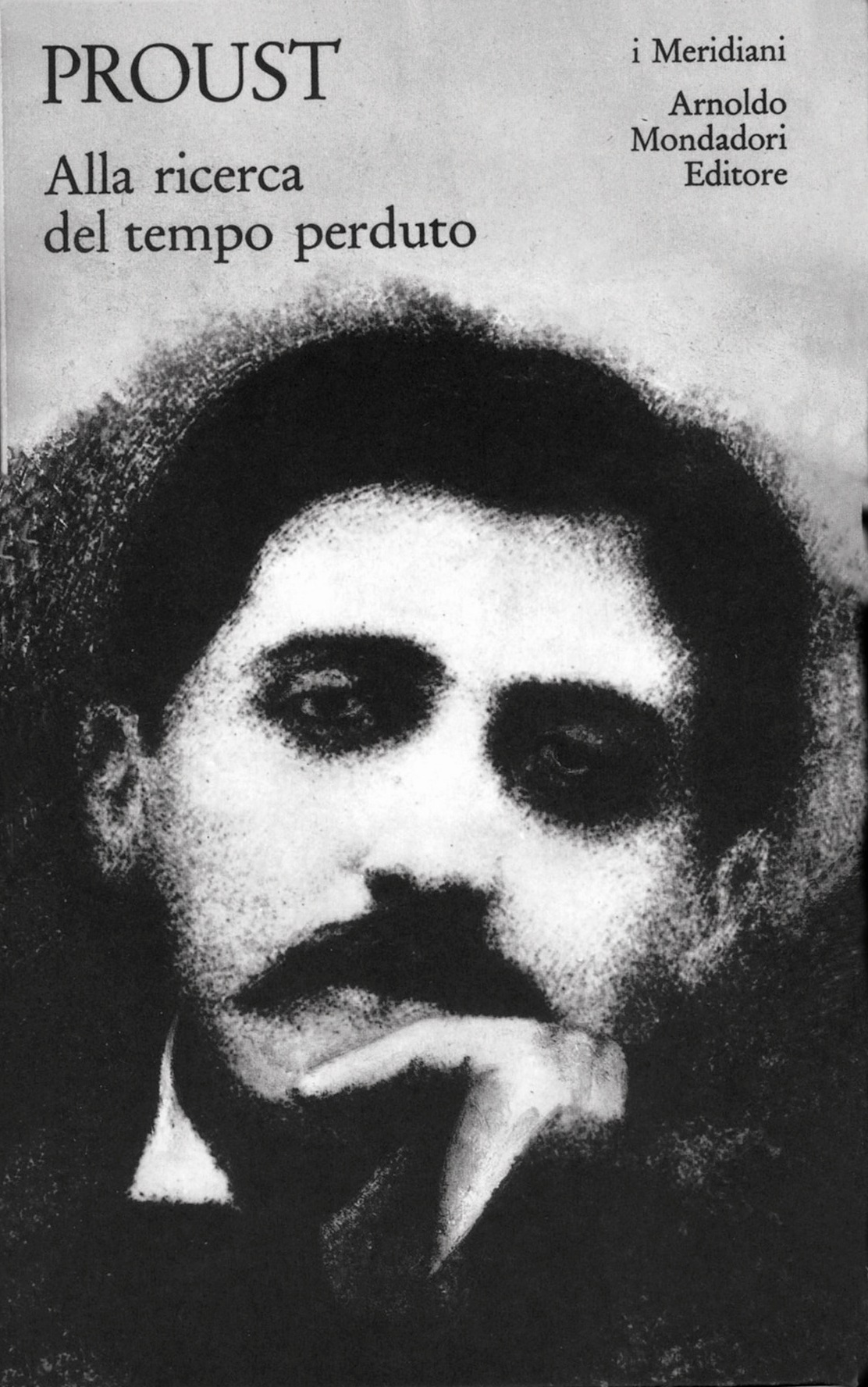
À la recherche du temps perdu de Marcel Proust, I Meridiani, Mondadori, 1983.

I Meridiani est une collection publiée par les éditions Mondadori, en quelque sorte l'équivalent italien de la collection française Bibliothèque de la Pléiade chez Gallimard. Elle a été fondée en 1969 par Vittorio Sereni et alors dirigée par Giansiro Ferrata, Sergio Polillo, Luciano De Maria, Ernesto Ferrero et Renata Colorni. Depuis novembre 2020, son directeur est l'écrivain et critique littéraire Alessandro Piperno.

## Livres dans la série
- Samuel Joseph Agnon, Opere scelte, édité par Elena Loewenthal (à paraître)
- Leon Battista Alberti, Cantieri dell'Umanesimo, édité par Giulio Busi
- Alchimia. I testi della tradizione occidentale, édité par Michela Pereira (2006, series Classici dello Spirito)
- Jorge Amado, Romanzi, 2 volumes, édité par Paolo Collo, essai de Luciana Stegagno Picchio (2002)
- Ivo Andrić, Romanzi e racconti, édité par Predrag Matvejević, traductions de Dunja Badnjević (2001)
- Antologia della poesia latina, édité par Luca Canali, Alessandro Fo et Maurizio Pizzica (1993)
- Alberto Arbasino, Romanzi e racconti, 2 volumes, édité par Raffaele Manica (2009-2010)
- Alberto Asor Rosa, Scritture critiche e d'invenzione, édité par Luca Marcozzi, essai de Massimo Cacciari, introductions par Corrado Bologna (2020)
- Ludovico Ariosto, Orlando furioso, édité par Cesare Segre (1976)
- Giovanni Arpino, Opere scelte, édité par Rolando Damiani (2005)
- Jane Austen, Romanzi e altri scritti, 2 volumes, édité par Liliana Rampello (2022-2024)
- Isaac Babel, Tutte le opere, édité par Adriano Dell'Asta, essai de Serena Vitale, traductions de Gianlorenzo Pacini (2006)
- Honoré de Balzac, La commedia umana (choix), 3 volumes, édité par Mariolina Bongiovanni Bertini (1994-2005-2013)
- Anna Banti, Romanzi e racconti, édité par Fausta Garavini et Laura Desideri (2013)
- Giorgio Bassani, Opere, édité par Roberto Cotroneo (1998)
- Charles Baudelaire, Opere, édité par Giovanni Raboni et Giuseppe Montesano, introduction de Giovanni Macchia (1996)
- Samuel Beckett, Romanzi, teatro e televisione, édité par Gabriele Frasca (2023)
- Giuseppe Gioachino Belli, Sonetti (choix), édité par Giorgio Vigolo avec la collaboration de Pietro Gibellini (1978)
- Maria Bellonci, Opere, 2 volumes, édité par Ernesto Ferrero (1994-1997)
- Saul Bellow, Romanzi, 2 volumes, édité par Guido Fink (2007-2008)
- Georges Bernanos, Romanzi e Dialoghi delle carmelitane, édité par Paola Messori, essai de Carlo Bo (1998)
- Attilio Bertolucci, Opere, édité par Paolo Lagazzi et Gabriella Palli Baroni (1997)
- Alberto Bevilacqua, Romanzi, édité par Alberto Bertoni et Antonio Franchini (2010)
- Bibbia concordata, 3 volumes (1982)
- Norberto Bobbio, Etica e politica. Scritti di impegno civile, édité par Marco Revelli (2009)
- Giovanni Boccaccio, Decameron, édité par Vittore Branca (1985)
- Heinrich Böll, Opere scelte, 2 volumes, édité par Lucia Borghese (1999-2001)
- Yves Bonnefoy, L'opera poetica, édité par Fabio Scotto, traductions de Diana Grange Fiori et F. Scotto (2010)
- Massimo Bontempelli, Opere scelte, édité par Luigi Baldacci (1978)
- Jorge Luis Borges, Tutte le opere, 2 volumes, édité par Domenico Porzio (1984-1985)
- Vitaliano Brancati, Romanzi e saggi et Racconti, teatro, scritti giornalistici, édité par Marco Dondero, essai de Giulio Ferroni (2003)
- Giordano Bruno, Dialoghi filosofici italiani, édité par Michele Ciliberto (2000, series Classici dello Spirito)
- Martin Buber, Storie e leggende chassidiche, édité par Andreina Lavagetto (2008, series Classici dello Spirito)
- Mikhaïl Boulgakov, Romanzi e racconti, édité par Marietta Čudakova, conçu par Serena Vitale (2000)
- Dino Buzzati, Opere scelte, édité par Giulio Carnazzi (1998)
- Italo Calvino, Romanzi e racconti, 3 volumes, édité par Claudio Milanini, Mario Barenghi et Bruno Falcetto, préface de Jean Starobinski (1991-1992-1994); Fiabe italiane, préface de Mario Lavagetto (1993), Saggi, édité par M. Barenghi (2 tomes, 1995) et Lettere 1940-1985, édité par Luca Baranelli, introduction par C. Milanini (2000)
- Andrea Camilleri Storie di Montalbano, édité par Mauro Novelli, essai de Nino Borsellino (2002), Romanzi storici e civili, édité par Salvatore Silvano Nigro (2004), Altre storie di Montalbano, 2003-2019, édité par Mauro Novelli (2022)
- Dino Campana, L'opera in versi e in prosa, édité par Gianni Turchetta (2024)
- Truman Capote, Romanzi e racconti, édité par Gigliola Nocera, essai de Alberto Arbasino (1999)
- Giorgio Caproni, L'opera in versi, édité par Luca Zuliani et Adele Dei, introduction de Pier Vincenzo Mengaldo (1998)
- Vincenzo Cardarelli, Opere, édité par Clelia Martignoni (1981)
- Raymond Carver, Tutti i racconti, édité par Gigliola Nocera (2005)
- Giacomo Casanova, Storia della mia vita, 3 volumes, édité par Piero Chiara et Federico Roncoroni, introduction de Piero Chiara (1983-1984-1989)
- Carlo Cassola, Romanzi e racconti, édité par Alba Andreini (2007)
- Emilio Cecchi, Saggi e viaggi, édité par Margherita Ghilardi (1997)
- Paul Celan, Poesie, édité par Giuseppe Bevilacqua (1998)
- Gianni Celati, Romanzi, cronache e racconti, édité par Marco Belpoliti et Nunzia Palmieri (2016)
- Miguel de Cervantes, Don Chisciotte della Mancia, édité par Cesare Segre et Donatella Moro Pini, traduction de Ferdinando Carlesi (1974)
- Raymond Chandler, Romanzi e racconti, 2 volumes, édité par Stefano Tani, traductions de Laura Grimaldi et Sergio Altieri (2005-2006)
- Piero Chiara, Tutti i romanzi et Racconti, édité par Mauro Novelli (2006-2007)
- Nicola Chiaromonte, Lo spettatore critico. Politica, filosofia, letteratura, édité par Raffaele Manica (2021)
- Agatha Christie, Fiabe gialle, édité par Antonio Moresco, avec la collaboration de Marco Amici et Davide Astegiano (2024)
- Pietro Citati, La civiltà letteraria europea da Omero a Nabokov, édité par Paolo Lagazzi (2005)
- Civiltà e religione degli Atzechi, edité par Luisa Pranzetti et Alessandro Lupo (2015, series Classici dello Spirito)
- Colette, Romanzi e racconti, édité par Maria Teresa Giaveri (2000)
- Carlo Collodi, Opere (choix), édité par Daniela Marcheschi (1995)
- Giovanni Comisso, Opere (choix), édité par Rolando Damiani et Nico Naldini (2002)
- Vincenzo Consolo, L'opera completa édité par Gianni Turchetta, essai de Cesare Segre (2015)
- Crociate. Testi storici e poetici, édité par Gioia Zaganelli (2004, series Classici dello Spirito)
- Gabriele D'Annunzio, Prose di romanzi, 2 volumes, édité par Ezio Raimondi, Annamaria Andreoli et Niva Lorenzini (1988-1989); Versi d'amore e di gloria, 2 volumes, introduction de Luciano Anceschi, édité par A. Andreoli et N. Lorenzini (1982-1984); Tutte le novelle, édité par A. Andreoli et Marina De Marco (1992); Scritti giornalistici, 2 volumes, édité par A. Andreoli, Federico Roncoroni et Giorgio Zanetti (1996-2003); Prose di ricerca, édité par A. Andreoli et G. Zanetti (2 tomes, 2005); Tragedie, sogni, misteri, édité par A. Andreoli et G. Zanetti (2 tomes, 2013)
- Dante Alighieri, La Divine Comédie, 3 volumes: Inferno; Purgatorio et Paradiso, édité par Anna Maria Chiavacci Leonardi (1991-94-97); Opere I: Rime, Vita Nova, De Vulgari Eloquentia, édité par Claudio Giunta, Guglielmo Gorni et Mirko Tavoni, introduction de Marco Santagata (2011); Opere II: Convivio, Monarchia, Epistole, Egloghe (2014)); Opere III: Questio de acqua et terra, Fiore, Detto d'amore (en préparation)
- Edmondo De Amicis, Opere scelte, édité par Folco Portinari et Giusi Baldissone (1996)
- Giacomo Debenedetti, Saggi, édité par Alfonso Berardinelli (1999)
- Alba De Céspedes, Romanzi, édité par Marina Zancan (2011)
- Eduardo De Filippo, Teatro: Cantata dei giorni pari et Cantata dei giorni dispari, 2 volumes en 3 tomes, édité par Nicola De Blasi et Paola Quarenghi (2000-2005-2007)
- Daniel Defoe, Opere (choix), édité par Anna Banti et Giuseppe Gaetano Castorina (1980)
- Grazia Deledda, Romanzi e novelle, édité par Natalino Sapegno (1971); Romanzi sardi, édité par Vittorio Spinazzola (1981)
- Federico De Roberto, Romanzi, novelle e saggi, édité par Carlo Madrignani (1984)
- Philip K. Dick, Opere (choix), édité par Emanuele Trevi avec la collaboration de Paolo Parisi Presicce (à paraître)
- Charles Dickens, Romanzi scelti, 2 volumes, édité par Rossana Sebellin (en préparation)
- Emily Dickinson, Tutte le poesie, édité par Marisa Bulgheroni (1997)
- Salvatore Di Giacomo, Poesie e prose, édité par Elena Croce et Lanfranco Orsini (1977)
- Giovanni Diodati, La Sacra Bibbia, 3 volumes, édité par Michele Ranchetti et Milka Ventura Avanzinelli (1999)
- Luigi Einaudi, Scritti economici, storici e civili, édité par Ruggiero Romano (1973, nuov. éd. 2001)
- Eschyle, Le tragedie, édité par Monica Centanni (2003)
- John Fante, Romanzi e racconti, édité par Francesco Durante (2003)
- William Faulkner, Opere scelte, 2 volumes, édité par Fernanda Pivano (1995, nouv. éd. 2004)
- Francis Scott Fitzgerald, Romanzi, édité par Fernanda Pivano (1972)
- Gustave Flaubert, Opere, 2 volumes: 1838-1862 et 1863-1880, édité par Giovanni Bogliolo (1997-2000)
- Flavius Josèphe, Storia dei Giudei da Alessandro Magno a Nerone, édité par Manlio Simonetti (2002, series Classici dello Spirito)
- Theodor Fontane, Romanzi, 2 volumes: 1880-91 et 1892-98, édité par Giuliano Baioni, traductions de Silvia Bortoli (2003)
- Edward Morgan Forster, Romanzi, édité par Masolino D'Amico (1986)
- Franco Fortini, Saggi ed epigrammi, édité par Luca Lenzini, essai de Rossana Rossanda (2003)
- Carlo Fruttero et Franco Lucentini, Opere di bottega, 2 volumes, édité par Domenico Scarpa (2019)
- Gabriel García Márquez, Opere narrative, 2 volumes, édité par Rosalba Campra, introductions de Cesare Segre et de Bruno Arpaia (1987-2004)
- Natalia Ginzburg, Opere, 2 volumes, édité par l'auteur, préface de Cesare Garboli (1986-1987)
- Giornalismo italiano (anthologie), 4 volumes: 1860-1901, 1901-1939, 1939-1968, 1968-2001, édité par Franco Contorbia (2007-2009)
- Giovanni Giudici, I versi della vita, édité par Rodolfo Zucco, essai de Carlo Ossola (2000)
- Johann Wolfgang von Goethe, Romanzi, édité par Renata Caruzzi, préface de Claudio Magris (1979); Viaggio in Italia, édité par Emilio Castellani, préface de Roberto Fertonani (1983); Faust, édité par Franco Fortini (1970); Tutte le poesie, 3 volumes en 5 tomes, édité par R. Fertonani et Enrico Ganni (1989-1994-1997)
- Nicolas Gogol, Opere, 2 volumes, édité par Serena Prina (1994-1996)
- Carlo Goldoni, Memorie, édité par Paolo Bosisio, traduction de Paola Ranzini (1993)
- Guido Gozzano, Tutte le poesie, édité par Andrea Rocca, introduction de Marziano Guglielminetti (1980)
- Graal. I testi che hanno fondato la leggenda, édité par Mariantonia Liborio, essai de Francesco Zambon (2005, series Classici dello Spirito)
- Graham Greene, Romanzi, 2 volumes, édité par Paolo Bertinetti (2000-2001)
- Dashiell Hammett, Romanzi e racconti, édité par Franco Minganti, essai de Roberto Barbolini (2004)
- Thomas Hardy, Romanzi, édité par Carlo Cassola (1973)
- Jaroslav Hašek, Opere, édité par Annalisa Cosentino (2014)
- Nathaniel Hawthorne, Opere scelte, édité par Vito Amoruso (1994)
- Seamus Heaney, Poesie scelte e raccolte dall'autore, édité par Marco Sonzogni et Piero Boitani (2016)
- Martin Heidegger, Essere e tempo, édité par Alfredo Marini (2006)
- Ernest Hemingway, Tutti i racconti et Romanzi, 3 volumes, édité par Fernanda Pivano (1990-1992-1993)
- Gustaw Herling-Grudziński, Etica e letteratura. Testimonianze, diario, racconti, essais de Goffredo Fofi, Krystyna Jaworska, Wlodzimierz Bolecki, Marta Herling (2019)
- Hermann Hesse, Il giuoco delle perle di vetro, traduction de Ervino Pocar, introduction de Hans Mayer (1978); Romanzi, édité par Maria Pia Crisanaz Palin, préface de Claudio Magris (1979); Altri romanzi e poesie, édité par Ferruccio Masini (1981)
- Hildegarde de Bingen, Il libro delle opere divine, édité par Marta Cristiani et Michela Pereira (2002, series Classici dello Spirito)
- Hinduismo antico: Dalle origini vediche ai Purãṇa, édité par Francesco Sferra et Antonio Rigopoulos, 2 volumes, (2010-2024, series Classici dello Spirito)
- Hugo von Hofmannsthal, Narrazioni e poesie (choix), édité par Giorgio Zampa (1972)
- Friedrich Hölderlin, Tutte le liriche, édité par Luigi Reitani, essai de Andrea Zanzotto (2001); Prose, teatro, lettere, édité par L. Reitani (2019)
- Bohumil Hrabal, Opere scelte, édité par Sergio Corduas et Annalisa Cosentino, introduction de Jiří Pelán (2003)
- Ted Hughes, Poesie, édité par Nicola Gardini et Anna Ravano (2008)
- Henrik Ibsen, Drammi borghesi, édité par Franco Perrelli (2024)
- Henry James, Romanzi brevi, 2 volumes, édité par Sergio Perosa (1985-1990)
- James Joyce, Ulisse, traduction de Giulio de Angelis, essai de Giorgio Melchiori (1971); Racconti e romanzi, édité par G. Melchiori (1974, nouv. éd. 1997); Poesie e prose, édité par Franca Ruggieri (1992)
- Franz Kafka, Romanzi; Racconti; Confessioni e diari, édité par Ervino Pocar (1969-1970-1972); Lettere a Felice, édité par Erich Heller et Jürgen Born, traduction de E. Pocar (1972); Lettere, édité par Ferruccio Masini (1988) (nouvelle édition in 5 volumes par Luca Crescenzi en préparation)
- Ryszard Kapuściński, Opere, édité par Silvano De Fanti, traductions de Vera Verdiani (2009)
- Kawabata Yasunari, Romanzi e racconti (choix), édité par Giorgio Amitrano (2003)
- John Keats, Opere, édité par Nadia Fusini (2019)
- Jack Kerouac, Romanzi (choix), édité par Mario Corona (2001)
- John Maynard Keynes, Teoria generale dell'occupazione, dell'interesse e della moneta, édité par Giorgio La Malfa et Giovanni Farese (2019)
- Heinrich von Kleist, Tutte le opere, édité par Anna Maria Carpi (2011)
- Raffaele La Capria, Opere, 2 volumes, édité par Silvio Perrella (2003-2014)
- Philip Larkin, Poesie e prose scelte, édité par Claudio Giunta (en préparation)
- David Herbert Lawrence, Romanzi, 2 volumes, édité par Ornella De Zordo (1986-1990)
- Giacomo Leopardi, Poesie, édité par Mario Andrea Rigoni, essai de Cesare Galimberti (1987); Prose, édité par Rolando Damiani (1988); Zibaldone, édité par R. Damiani (3 tomes, 1997); Lettere, édité par R. Damiani (2006)
- Libretti d'opera italiani dal Seicento al Novecento, édité par Giovanna Gronda et Paolo Fabbri (1997)
- Roberto Longhi, Da Cimabue a Morandi, édité par Gianfranco Contini (1973)
- Mario Luzi, L'opera poetica, édité par Stefano Verdino (1998)
- Giovanni Macchia, Ritratti, personaggi, fantasmi, édité par Mariolina Bongiovanni Bertini (1997)
- Antonio Machado, Tutte le poesie e prose scelte, édité par Giovanni Caravaggi, traductions de Oreste Macrì (2010)
- Madame de Sévigné, Lettere scelte, édité par Barbara Piquet avec la collaboration de Giovanna Bencivegna (en préparation)
- Claudio Magris, Opere, 2 volumes, édité par Ernestina Pellegrini (2012-2021)
- Bernard Malamud, Romanzi e racconti, 2 volumes, édité par Paolo Simonetti, essai de Tony Tanner (2014-2015)
- Curzio Malaparte, Opere scelte, édité par Luigi Martellini, avec un témoignage de Giancarlo Vigorelli (1997)
- Luigi Malerba, Romanzi e racconti, édité par Giovanni Ronchini, introduction de Walter Pedullà (2016)
- Stéphane Mallarmé, Opere, édité par Valerio Magrelli (en préparation)
- Ossip Mandelstam, Poesie e prose, édité par Maurizia Calusio (en préparation)
- Thomas Mann, Romanzi brevi, édité par Roberto Fertonani (1977); Doctor Faustus, édité par R. Fertonani, traduction de Ervino Pocar, préface de Giacomo Manzoni (1980); Lettere, édité par Italo Alighiero Chiusano (1986); Nobiltà dello spirito e altri saggi, édité par Andrea Landolfi, essai de Claudio Magris (1997); Romanzi I: I Buddenbrook et Altezza Reale, édité par Luca Crescenzi, essai de Marcel Reich-Ranicki, introductions de L. Crescenzi et Heinrich Detering, traductions de Silvia Bortoli et Margherita Carbonaro (1997); Giuseppe e i suoi fratelli, édité par Fabrizio Cambi, traduction de Bruno Arzeni (2 tomes, 2000); Romanzi II: La montagna magica et La morte a Venezia, édité par L. Crescenzi, essais de Michael Neumann et Elisabeth Galvan, traductions de Renata Colorni et Emilio Castellani (2010, nouv. éd. 2011); Romanzi III: Doctor Faustus suivi de La genesi del Doctor Faustus, édité par L. Crescenzi et M. Carbonaro (2016); Romanzi IV: Charlotte a Weimar, L'eletto', Confessioni dell'impostore Felix Krull, édité par L. Crescenzi, essais de Aldo Venturelli, Elisabeth Galvan et Werner Frizen (2021); Tutti i racconti (à paraître)
- Alessandro Manzoni, Fermo e Lucia et I promessi sposi, 2 volumes en 3 tomes, édité par Salvatore Silvano Nigro (2002)
- Mahomet, Vita e detti di, sous la direction de Alberto Ventura, édité par Rainer Brunner et Michael Lecker (2014, series Classici dello Spirito)
- Dacia Maraini, Romanzi e racconti, édité par Paolo Di Paolo et Eugenio Murrali (2021)
- Fosco Maraini, Pellegrino in Asia. Opere scelte, édité par Franco Marcoaldi (2007)
- Maria. Testi teologici e spirituali dal I al XX secolo, édité par Enzo Bianchi (2000, series Classici dello Spirito)
- Filippo Tommaso Marinetti, Teoria e invenzione futurista, édité par Luciano De Maria, introduction de Aldo Palazzeschi (1983)
- Carlo Maria Martini, Le ragioni del credere. Scritti e interventi, édité par Damiano Modena et Virginio Pontiggia, essais de Ferruccio Parazzoli et Marco Garzonio (2011, series Classici dello Spirito)
- Guy de Maupassant, Tutte le novelle, 2 volumes: 1875-84 et 1884-93, édité par Mario Picchi et Maria Giulia Longhi (1993-1999)
- Herman Melville, Opere scelte, 2 volumes, édité par Claudio Gorlier (1972-75)
- Luigi Meneghello, Opere scelte, édité par Giulio Lepschy et Francesca Caputo, essai de Domenico Starnone (2006)
- Lorenzo Milani, Tutte le opere, sous la direction de Alberto Melloni, 2 tomes, édité par Federico Ruozzi, Anna Carfora, Valentina Oldano et Sergio Tanzarella (2017, series Classici dello Spirito)
- Henry Miller, Opere (choix), édité par Guido Almansi (1992)
- Yukio Mishima, Romanzi e racconti, 2 volumes: 1949-61 et 1962-70, édité par Maria Teresa Orsi (2004-2006)
- Mistica cristiana, édité sous la direction de Francesco Zambon, 3 voll. (2020-2021-2024)
- Mito greco, 2 volumes: Gli dèi et Gli eroi, édité par Giulio Guidorizzi (2009-2012, series Classici dello Spirito)
- Eugenio Montale, Tutte le poesie, édité par Giorgio Zampa (1984); Prose e racconti, édité par Marco Forti et Luisa Previtera (1995); Il secondo mestiere, 2 volumes en 3 tomes: Prose 1920-79 et Arte, musica, società, édité par G. Zampa (1996)
- Elsa Morante, Opere, 2 volumes, édité par Carlo Cecchi et Cesare Garboli (1988-1990)
- Marino Moretti, In verso e in prosa (choix), édité par Geno Pampaloni (1979)
- Toni Morrison, Romanzi, édité par Alessandro Portelli, essai de Marisa Bulgheroni (2018)
- Alice Munro, Racconti, édité par Marisa Caramella, traductions de Susanna Basso (2013)
- Robert Musil, L'uomo senza qualità, 2 volumes, édité par Adolf Frisé et Ada Vigliani (1992-1998)
- Ippolito Nievo, Le confessioni d'un italiano, édité par Marcella Gorra (1981)
- George Orwell, Romanzi e saggi, édité par Guido Bulla (2000)
- Ottiero Ottieri, Opere scelte, édité par Giuseppe Montesano et Cristina Nesi (2009)
- Aldo Palazzeschi, Tutte le novelle, édité par Luciano De Maria, préface de Giansiro Ferrata (1975); Tutte le poesie, édité par Adele Dei (2002); Tutti i romanzi, 2 volumes, édité par Gino Tellini, essai de Luigi Baldacci (2004-2005)
- Giovanni Papini, Opere. Dal «Leonardo» al Futurismo, édité par Luigi Baldacci avec la collaboration de Giuseppe Nicoletti (1977)
- Goffredo Parise, Opere, 2 volumes, édité par Bruno Gallagher et Mauro Portello, introduction de Andrea Zanzotto (1987, nouv. éd. 2001 et 1989, nouv. éd. 2005)
- Giovanni Pascoli, Poesie e prose scelte, édité par Cesare Garboli (2 tomes, 2002)
- Pier Paolo Pasolini, Romanzi e racconti, 2 volumes: 1946-61 et 1962-75, édité par Walter Siti et Silvia De Laude (1998); Saggi sulla letteratura e sull'arte, édité par W. Siti et S. De Laude, essai de Cesare Segre (2 tomes, 1999); Saggi sulla politica e sulla società, édité par W. Siti et S. De Laude, essai de Piergiorgio Bellocchio (1999); Per il cinema, édité par W. Siti et Franco Zabagli, essais de Bernardo Bertolucci et Mario Martone, introduction de Vincenzo Cerami (2 tomes, 2001); Teatro, édité par W. Siti et S. De Laude, interview avec Luca Ronconi et Stanislas Nordey (2001); Tutte le poesie, édité par W. Siti, essai de Fernando Bandini (2 tomes, 2003)
- Boris Pasternak, Opere narrative, édité par Vittorio Strada (1994)
- Sandro Penna, Poesie, prose e diari, édité par Elio Pecora et Roberto Deidier (2017)
- Francesco Petrarca, Canzoniere, édité par Mario Santagata (1996, nouv. éd. 2004); Trionfi, Rime estravaganti, Codice degli abbozzi, édité par Vinicio Pacca et Laura Paolino, introduction de M. Santagata (1996)
- Guido Piovene, Opere narrative, 2 volumes, édité par Clelia Martignoni (1976)
- Luigi Pirandello, Tutti i romanzi, 2 volumes, édité par Giovanni Macchia, avec la collaboration de Mario Costanzo (1973); Novelle per un anno, 2 volumes en 6 tomes, édité par G. Macchia et M. Costanzo (1986-1987-1990); Maschere nude, 4 volumes, édité par Alessandro D'Amico avec la collaboration de Alessandro Tinterri, préface de G. Macchia (1986-1993-2004-2007); Lettere a Marta Abba, édité par Benito Ortolani (1995); Saggi e interventi, édité par Ferdinando Taviani, avec un témoignage de Andrea Pirandello (2006)
- Sylvia Plath, Opere, édité par Anna Ravano, essai de Nadia Fusini (2002)
- Plotin, Enneadi, édité par Roberto Radice, essai de Giovanni Reale, avec Vita di Plotino de Porphyre traduit par Giuseppe Girgenti (2002, series Classici dello Spirito)
- Edgar Allan Poe, Opere scelte, édité par Giorgio Manganelli (1971)
- Poesia in dialetto. Storia e testi dalle origini al Novecento, édité par Franco Brevini (3 tomes, 1999)
- Poeti della scuola siciliana, volume 1: Giacomo da Lentini, édité par Roberto Antonelli (2008); volume 2: Poeti della corte di Federico II, édité par Costanzo Di Girolamo (2009); volume 3: Poeti siculo-toscani, édité par Rosario Coluccia (2008)
- Poeti greci del Novecento, édité par Nicola Crocetti et Filippo Maria Pontani (2010)
- Poeti italiani del Novecento, édité par Pier Vincenzo Mengaldo (1978)
- Poeti italiani del secondo Novecento, édité par Maurizio Cucchi et Stefano Giovanardi (1996)
- Marco Polo, Milione (dans les rédactions toscans et français-italien), édité par Gabriella Ronchi, introduction de Cesare Segre (1982)
- Giuseppe Pontiggia, Opere (choix), édité par Daniela Marcheschi (2004)
- Carlo Porta, Poesie, édité par Dante Isella (1975, nouv. éd. 2000)
- Ezra Pound, I Cantos, édité par Mary de Rachewiltz (1985); Opere scelte, édité par M. de Rachewiltz, introduction de Aldo Tagliaferri (1970)
- Vasco Pratolini, Romanzi, 2 volumes, édité par Francesco Paolo Memmo (1993-95)
- Mario Praz, Bellezza e bizzarria, édité par Andrea Cane, essai de Giorgio Ficara (2002)
- Marcel Proust, Alla ricerca del tempo perduto, 4 volumes, édité par Luciano De Maria, Alberto Beretta Anguissola et Daria Galateria, traduction de Giovanni Raboni, préface de Carlo Bo (1983, nouv. éd. 2010-1986, nouv. éd. 1998-1989-1993); Le lettere e i giorni. Dall'epistolario 1880-1922, édité par Giancarlo Buzzi, essai de G. Raboni (1996); Storie di una vocazione. Opere minori, édité par Eleonora Sparvoli, traduction de Yasmina Mélaouah (en préparation)
- Alexandre Pouchkine, Opere, édité par Eridano Bazzarelli e Giovanna Spendel (1990)
- Salvatore Quasimodo, Poesie e discorsi sulla poesia, édité par Gilberto Finzi, préface de Carlo Bo (1971, nouv. éd. 1996)
- Giovanni Raboni, L'opera poetica, édité par Rodolfo Zucco, essai de Andrea Zanzotto (2006)
- Racconti italiani del Novecento, édité par Enzo Siciliano et Luca Baranelli (3 tomes, 2001)
- Racconti di orchi, di fate e di streghe. La fiaba letteraria in Italia, édité par Mario Lavagetto avec la collaboration de Anna Buia (2008)
- Jean Racine, Teatro, édité par Alberto Beretta Anguissola, essai de René Girard, traductions de Giovanni Raboni, Maurizio Cucchi, Milo De Angelis, Luciano Erba, Riccardo Held et Mario Luzi (2009)
- Domenico Rea, Opere, édité par Francesco Durante, essai de Ruggero Guarini (2005)
- Clemente Rebora, Poesie, prose e traduzioni, édité par Adele Dei et Paolo Maccari (2015)
- Mario Rigoni Stern, Storie sul'Altipiano, édité par Eraldo Affinati (2003)
- Arthur Rimbaud, Opere, édité par Diana Grange Fiori, introduction de Yves Bonnefoy (1975)
- Rivelazione del Buddha, 2 volumes: I testi antichi et Il grande veicolo, édité par Raniero Gnoli, traductions de R. Gnoli, Claudio Cicuzza e Francesco Sferra (2001-2004, series Classici dello Spirito)
- Gianni Rodari, Opere, 2 volumes, édité par Daniela Marcheschi et Grazia Gotti (2020)
- Lalla Romano, Opere, 2 volumes, édité par Cesare Segre (1991-1992)
- Amelia Rosselli, L'opera poetica, édité par Stefano Giovanuzzi, essai de Emmanuela Tandello (2012)
- Philip Roth, Romanzi, volume 1: 1959-1986, édité par Elena Mortara; volume 2: 1991-1997, édité par Paolo Simonetti; volume 3: 1998-2010, essai de Alessandro Piperno (2018-2019)
- Umberto Saba, Tutte le poesie, édité par Arrigo Stara, introduction de Mario Lavagetto (1988); Tutte le prose, édité par A. Stara, essai de M. Lavagetto (2001); Lettere 1901-1957, édité par Mattia Acetoso, Alberto Beniscelli, Eleonora Cardinale, Stefano Carrai, Roberto Deidier, Andrea De Pasquale e Gianfranca Lavezzi (en préparation)
- Sade, Opere (choix), édité par Paolo Caruso, préface de Alberto Moravia (1976)
- José Saramago, Romanzi e racconti, 2 volumes, édité par Paolo Collo, essai de Luciana Stegagno Picchio, traductions de Rita Desti (1999)
- Alberto Savinio, Opere scelte, édité par Matteo Marchesini (en préparation)
- Camillo Sbarbaro, Poesie e prose, édité par Giampiero Costa, essai de Enrico Testa (2022)
- Eugenio Scalfari, La passione dell'etica. Scritti 1963-2012, édité par Angelo Cannatà, introduction de Alberto Asor Rosa (2012)
- Arthur Schnitzler, Opere, édité par Giuseppe Farese (1988, nouv. éd. 1995)
- Arthur Schopenhauer, Il mondo come volontà e rappresentazione, édité par Ada Vigliani, introduction de Gianni Vattimo (1989)
- Scrittori italiani di aforismi, 2 volumes, édité par Gino Ruozzi, préface de Giuseppe Pontiggia (1994-1996)
- Scrittori italiani di viaggio, 2 volumes: 1700-1861 et 1861-2000, édité par Luca Clerici (2008-2013)
- Cesare Segre, Opera critica, édité par Alberto Conte et Andrea Miravile, préface de Gianluigi Beccaria (2014)
- Vittorio Sereni, Poesie, édité par Dante Isella (1995)
- William Shakespeare, Teatro completo, édité par Giorgio Melchiori, 9 volumes: Le tragedie (1976); I drammi dialettici (1977); I drammi classici (1978); I drammi storici (tome 1, 1980); I drammi romanzeschi (1981); Le commedie romantiche (1982); I drammi storici (tome 2, 1989); Le commedie eufuistiche (1990) et I drammi storici (tome 3, 1991)
- Percy Bysshe Shelley, Opere poetiche et Teatro, prose e lettere, 2 volumes, édité par Francesco Rognoni et Valentina Varinelli (2018)
- Enzo Siciliano, Opere scelte, édité par Raffaele Manica avec la collaboration de Simone Casini (2011)
- Ignazio Silone, Romanzi e saggi, 2 volumes: 1927-1944 et 1945-1978, édité par Bruno Falcetto (1998-1999)
- Isaac Bashevis Singer, Racconti (choix), édité par Alberto Cavaglion, essai de Giuseppe Pontiggia (1998)
- Mario Soldati, Romanzi (2006); Romanzi brevi e racconti (2009); America e altri amori. Diari e scritti di viaggio (2011), édité par Bruno Falcetto
- Alexandre Soljenitsyne, Arcipelago Gulag, édité par Maurizia Calusio, introduction de Barbara Spinelli, traduction de Maria Olsùfieva (2 tomes, 2001)
- Maria Luisa Spaziani, Tutte le poesie, édité par Paolo Lagazzi et Giancarlo Pontiggia (2012)
- Baruch Spinoza, Opere, édité par Filippo Mignini e Omero Proietti (2007, series Classici dello Spirito)
- Stendhal, Romanzi e racconti, 3 volumes, édité par Mariella Di Maio, introduction de Michel Crouzet, traductions de Maurizio Cucchi (1996-2002-2008)
- Laurence Sterne, La vita e le opinioni di Tristram Shandy, gentiluomo, édité par Flavio Gregori et Flavia Marenco De Steinkühl (2016)
- Wallace Stevens, Tutte le poesie, édité par Massimo Bacigalupo (2015)
- Robert Louis Stevenson, Romanzi, racconti e saggi (choix), édité par Attilio Brilli (1982)
- August Strindberg, Romanzi e racconti, 2 volumes, édité par Ludovica Koch (1991-1994)
- Italo Svevo, Tutte le opere, 3 volumes: Romanzi e «Continuazioni»; Racconti e scritti autobiografici et Teatro e saggi, édité par Mario Lavagetto, avec la collaboration de Nunzia Palmieri, Fabio Vittorini, Clotilde Bertoni et Federico Bertoni (2004)
- Jonathan Swift, Opere (choix), édité par Masolino D'Amico (1983)
- Antonio Tabucchi, Opere, 2 volumes, édité par Paolo Mauri et Thea Rimini (2018)
- Le Tasse, Gerusalemme liberata, édité par Lanfranco Caretti (1979)
- Tiziano Terzani, Tutte le opere, 2 volumes: 1966-1992 et 1993-2004, édité par Àlen Loreti, essai de Franco Cardini (2011)
- Testi religiosi dell'antico Egitto, édité par Edda Bresciani (2001, series Classici dello Spirito)
- Giovanni Testori, Opere, introduction de Giovanni Agosti, chronologie de Giuseppe Frangi, édité par Giovanni Battista Boccardo (2023)
- Mario Tobino, Opere scelte, édité par Paola Italia, introduction de Giacomo Magrini, essai de Eugenio Borgna (2007)
- Léon Tolstoï, Tutti i racconti, 2 volumes, édité par Igor Sibaldi (1991)
- Giuseppe Tomasi di Lampedusa, Opere, édité par Gioacchino Lanza Tomasi et Nicoletta Polo (1995, nouv. éd. 2004)
- Federigo Tozzi, Opere, édité par Marco Marchi, introduction de Giorgio Luti (1987)
- Tragici greci. Eschyle, Sophocle, Euripide, édité par Raffaele Cantarella, préface de Dario Del Corno (1977)
- Trilussa, Tutte le poesie, édité par Claudio Costa et Lucio Felici (2004)
- Ivan Tourgueniev, Opere, édité par Nicoletta Marcialis (en préparation)
- Giuseppe Ungaretti, Vita d'un uomo, 4 volumes: Tutte le poesie, édité par Carlo Ossola (1969, nouv. éd. 2009); Saggi e interventi, édité par Mario Diacono et Luciano Rebay, préface de Carlo Bo (1974); Viaggi e lezioni, édité par Paola Montefoschi (2000); Traduzioni poetiche, édité par C. Ossola et Giulia Radin (2010)
- Paul Valéry, Opere scelte, édité par Marina Teresa Giaveri (2014)
- Mario Vargas Llosa, Romanzi, 2 volumes, édité par Bruno Arpaia (2017)
- Giovanni Verga, I grandi romanzi, édité par Ferruccio Cecco et Carla Riccardi, préface de Riccardo Bacchelli (1972); Tutte le novelle, édité par Carla Riccardi (1979)
- Paul Verlaine, Poesie e prose (choix), édité par Diana Grange Fiori, préface de Luciano Erba, introduction de Michel Décaudin (1992)
- Giambattista Vico, Opere, édité par Andrea Battistini (1990)
- François Villon, Opere, édité par Emma Stojkovic Mazzariol, préface de Mario Luzi (1971, nouv. éd. 2000)
- Virgile, Eneide, édité par Ettore Paratore, traduction de Luca Canali (1989)
- Elio Vittorini, Le opere narrative, 2 volumes, édité par Maria Corti (1974)
- Walt Whitman, Foglie d'erba, édité par Mario Corona (2017)
- Oscar Wilde, Opere, édité par Masolino D'Amico (1979, nouv. éd. 2000)
- John Edward Williams, Opere (2024)
- Virginia Woolf, Romanzi, édité par Nadia Fusini (1998); Saggi, prose, racconti, édité par N. Fusini (1998)
- William Butler Yeats, Tutte le poesie, édité par Anthony Johnson et Piero Boitani, traduction de Ariodante Marianni (2006)
- Andrea Zanzotto, Le poesie e prose scelte, édité par Stefano Dal Bianco et Gian Mario Villalta, essais de Stefano Agosti et Fernando Bandini (1999)
- Émile Zola, Romanzi, 3 volumes, édité par Pierluigi Pellini (2010-2015)